# Hyde Park
Hyde Park es un parque situado en Londres, Inglaterra, Reino Unido. Es el mayor de los cuatro parques reales, los cuales forman una cadena desde el Palacio de Kensington hasta el Palacio de Buckingham, pasando por los Jardines de Kensington, Hyde Park, Hyde Park Corner y Green Park. En el parque se encuentran los lagos Serpentine y The Long Water.
El parque fue creado por Enrique VIII en 1536 usando terrenos de la Abadía de Westminster como coto de caza. Abrió al público en 1637 y rápidamente se hizo popular, particularmente para los desfiles de las fiestas de mayo. A principios del siglo xviii se realizaron importantes mejoras por orden de la reina Carolina. En esta época se realizaron varios duelos en Hyde Park, en los que a menudo participaban miembros de la nobleza. En 1851 se celebró en el parque la Gran Exposición, para la cual se construyó el Palacio de Cristal, diseñado por Joseph Paxton.
Los discursos y las manifestaciones han sido un elemento clave de Hyde Park desde el siglo xix. Speakers' Corner (en español, «rincón del orador») ha sido un punto de realización de discursos y debates libres desde 1872, mientras que los cartistas, la Reform League, las suffragettes y la coalición antiguerra han realizado protestas en el parque. A finales del siglo xx, el parque se hizo conocido por la celebración de grandes conciertos de música rock de grupos como Pink Floyd, The Rolling Stones y Queen. En el siglo xxi se han seguido celebrando eventos importantes en el parque, como Live 8 en 2005, y el Hyde Park Winter Wonderland anualmente desde 2007.

## Geografía
Hyde Park es el parque real más grande del centro de Londres. Está rodeado al norte por Bayswater Road, al este por Park Lane y al sur por Knightsbridge. Al norte está Paddington, al este Mayfair y al sur Belgravia. Al sureste, fuera del parque, está Hyde Park Corner, y más allá, el Green Park, el St. James's Park y el Jardín del Palacio de Buckingham. El parque fue declarado monumento clasificado de grado I e incluido en el Registro de Parques y Jardines Históricos en 1987.
Al oeste, Hyde Park se junta con los Jardines de Kensington. La línea divisoria entre ambos discurre aproximadamente entre la puerta Alejandra y la puerta Victoria, a lo largo del West Carriage Drive y el puente del lago Serpentine. Este lago se encuentra en la zona sur del parque. Los Jardines de Kensington han estado separados de Hyde Park desde 1728, cuando la reina Carolina los dividió. Hyde Park tiene una superficie de 142 hectáreas, y los Jardines de Kensington tienen 111 hectáreas, lo que arroja una superficie total de 253 hectáreas. Durante el día, los dos parques se funden entre sí, pero los Jardines de Kensington cierran al anochecer, mientras que Hyde Park permanece abierto todo el año desde las cinco de la mañana hasta medianoche.

## Historia

### Antecedentes
El nombre del parque procede del señorío de Hyde, que era la subdivisión noreste del señorío de Eia (sus otras dos subdivisiones eran Ebury y Neyte), y aparece como tal en el Libro Domesday. Se cree que este nombre es de origen sajón, y significa una unidad de superficie, el hide, que era considerada apropiada para el sostenimiento de una familia. Durante la Edad Media, era propiedad de la Abadía de Westminster, y los bosques del señorío se usaban para obtener leña y como abrigo para las presas.

### SiglosXVIyXVII
Hyde Park fue creado como coto de caza por Enrique VIII en 1536, después de que adquiriera el señorío de Hyde a la abadía. Fue cercado como un parque de ciervos y siguió siendo un coto de caza privado hasta que Jaime I permitió un acceso limitado a los miembros de la nobleza, nombrando a un guardabosques como encargado. Carlos I creó el Ring (al norte de los actuales hangares de barcos del lago Serpentine), y en 1637 abrió el parque al público general. Rápidamente se convirtió en un lugar popular de reunión, particularmente para las celebraciones de las fiestas de mayo. Al inicio de la guerra civil inglesa, en 1642, se construyeron una serie de fortificaciones en el lado este del parque, entre los que se encontraban fuertes en los actuales Marble Arch, Mount Street y Hyde Park Corner. El último de ellos incluía un fortín donde los visitantes de Londres eran revisados y examinados.
En 1652, durante el Interregno, el Parlamento ordenó que el parque, que entonces tenía una superficie de 251 ha, fuera vendido por «dinero líquido»; realizó 17 000 libras, además de 765 libras, 6 chelines y 2 peniques por los ciervos residentes. Durante la gran peste de Londres, en 1665, Hyde Park fue usado como campamento militar. Tras la Restauración de la monarquía en 1660, Carlos II recuperó la propiedad de Hyde Park y lo cercó con un muro de ladrillos. Repobló ciervos en la zona de la actual Buck Hill de los Jardines de Kensington. El desfile de las fiestas de mayo continuó siendo un evento popular; en 1663 Samuel Pepys participó en las celebraciones en el parque mientras intentaba ganar el favor del rey.

### SigloXVIII

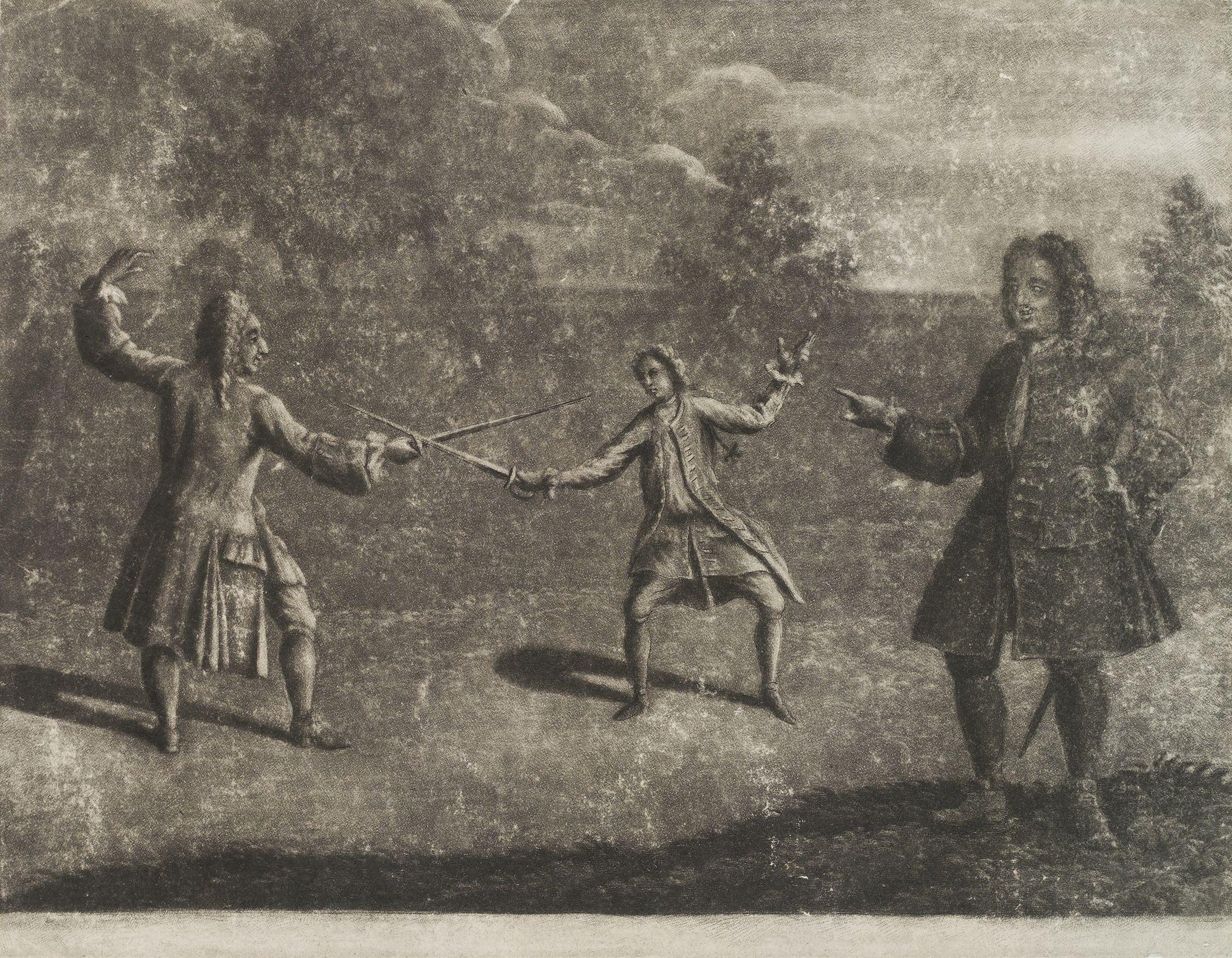
El duelo entre Charles Mohun, cuarto barón Mohun, y James Hamilton, cuarto duque de Hamilton, en 1712 en Hyde Park; ambos perdieron sus vidas.

En 1689, Guillermo III trasladó su residencia al Palacio de Kensington, al oeste de Hyde Park, y trazó un paseo a lo largo de su zona sur, que era conocido como la King's Private Road (en español, «carretera privada del rey»). Este paseo sigue existiendo actualmente como una pista de grava, ancha y recta, que conduce al oeste desde Hyde Park Corner hacia el Palacio de Kensington y es conocido como Rotten Row, posiblemente una corrupción de rotteran («reunir»), Ratten Row («camino indirecto»), Route du Roi («ruta del rey») o rotten (el material blando con el que está pavimentado el paseo). Se cree que fue la primera calle de Londres que fue iluminada por la noche, lo que se hizo para disuadir a los bandoleros. En 1749 Horace Walpole fue víctima de un robo mientras cruzaba el parque desde la Holland House. Este paseo fue usado por la clase alta para practicar la equitación a principios del siglo xix.
Hyde Park fue un lugar popular para realizar duelos en el siglo xviii, durante el cual tuvieron lugar ciento setenta y dos duelos, en los que se produjeron sesenta y tres víctimas mortales. En 1712 tuvo lugar en el parque el duelo Hamilton–Mohun, en el que Charles Mohun, cuarto barón Mohun, se enfrentó a James Hamilton, cuarto duque de Hamilton. El barón Mohun murió al instante, mientras que el duque falleció poco después. John Wilkes se enfrentó a Samuel Martin en 1772, al igual que hizo Richard Brinsley Sheridan con el capitán Thomas Mathews por los comentarios difamatorios de este último sobre la prometida de Sheridan, Elizabeth Ann Linley. Edward Thurlow, primer barón Thurlow, se enfrentó con Andrew Stuart en 1770. En esta época también eran habituales las ejecuciones militares en Hyde Park; el mapa de Londres de John Rocque de 1746 marca un punto en el interior del parque, cerca de las horcas de Tyburn, como «donde disparan a los soldados».

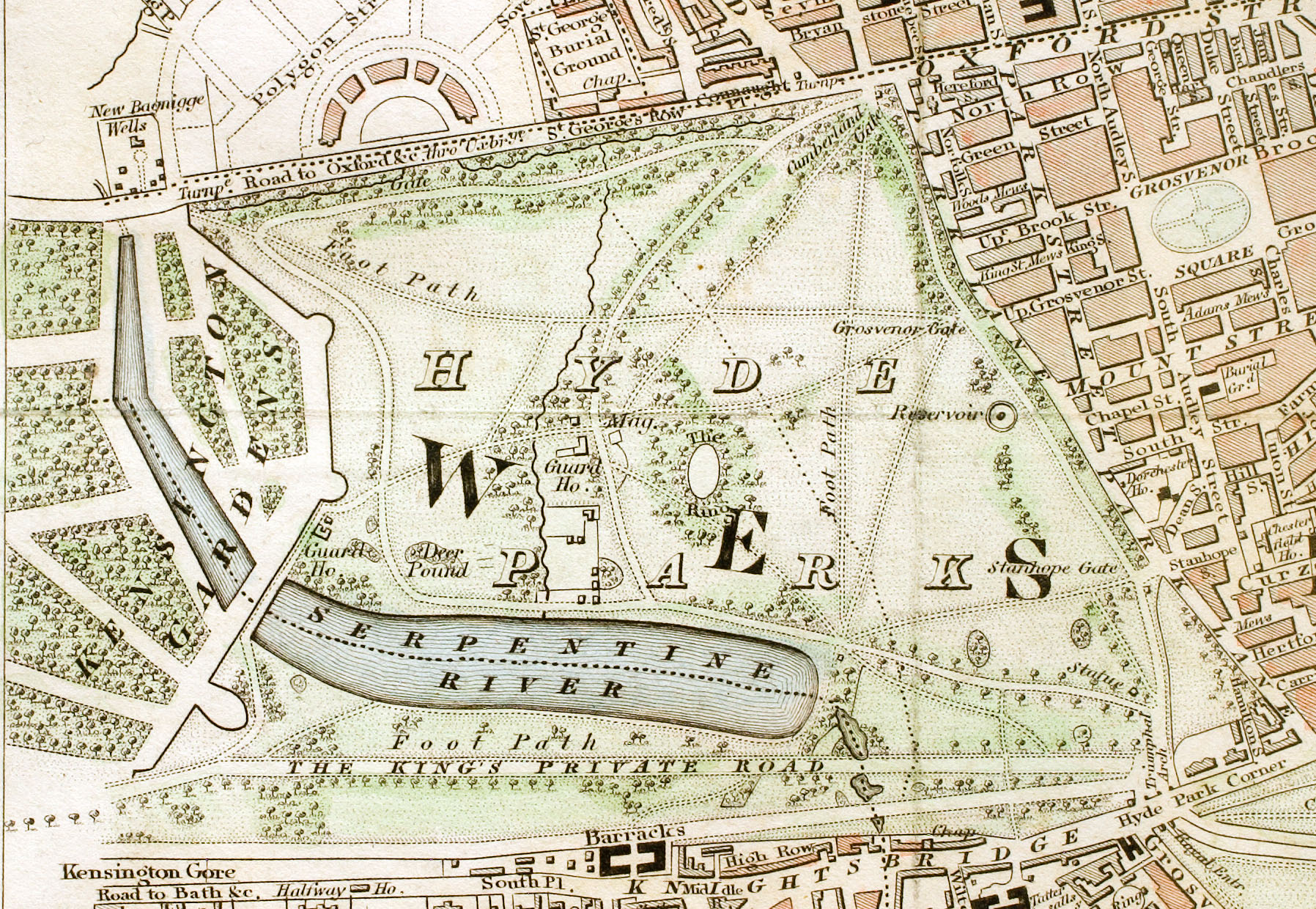
Hyde Park ca. 1833: Rotten Row es «The King's Private Road».

El primer diseño paisajista coherente de Hyde Park empezó en 1726. Fue emprendido por Charles Bridgeman para Jorge I, pero tras la muerte del rey el año siguiente, continuó con la aprobación de su nuera, la reina Carolina. Las obras se realizaron bajo la supervisión de Charles Withers, el inspector general de bosques y parques, y su consecuencia principal fue separar de Hyde Park los Jardines de Kensington. El lago Serpentine fue formado embalsando el río Westbourne, que atraviesa el parque en su recorrido desde Kilburn hacia el Támesis, y está dividido de The Long Water mediante un puente diseñado por George Rennie en 1826.
Las obras se completaron en 1733. Thomas Thynne, segundo vizconde Weymouth, fue nombrado guardabosques de Hyde Park en 1739 y poco después empezó a excavar el lago Serpentine junto a la Longleat House. En 1805 se construyó un polvorín al norte del lago Serpentine.

### Siglos XIX a XXI

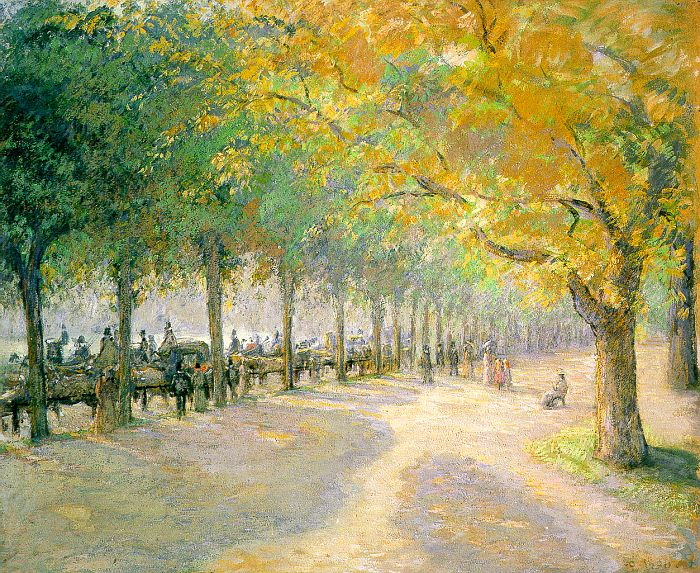
Hyde Park de Camille Pissarro (1890), mostrando el sendero que recorre la orilla sur del lago Serpentine.

Hyde Park albergó una Gran Feria en el verano de 1814 para celebrar la visita a Inglaterra de los soberanos de la Sexta Coalición, que exhibió varios pabellones y espectáculos. La batalla de Trafalgar fue recreada en el Serpentine; mientras la flota francesa se hundía en el lago una banda tocaba el himno nacional. En 1821 se celebró la coronación del rey Jorge IV con una feria en el parque, que incluyó espectáculos con globos aerostáticos y fuegos artificiales.
Uno de los eventos más importantes que se han celebrado en Hyde Park es la Gran Exposición de 1851, para la que se construyó el Palacio de Cristal en el lado sur del parque. El público no quería que el edificio se conservara tras la clausura de la exposición, y su arquitecto, Joseph Paxton, recaudó fondos para comprarlo y lo trasladó a Sydenham Hill, en el sur de Londres. Otro evento significativo fue la primera vez que se otorgó la Cruz Victoria, el 26 de junio de 1857, cuando sesenta y dos hombres fueron condecorados por la reina Victoria con la presencia del príncipe Alberto y otros miembros de la familia real, incluido su futuro yerno, el príncipe Federico de Prusia y posterior Federico III de Alemania.
En la orilla sur del lago Serpentine se encuentra el Hyde Park Lido, que fue inaugurado en 1930 para proporcionar unas mejores instalaciones para bañarse y tomar el sol en el parque, que habían sido solicitadas por el grupo naturista Sunlight League. El Lido y el pabellón que lo acompaña fue diseñado por el comisario de obras públicas, George Lansbury, y se financió parcialmente mediante una donación de 5000 libras (equivalentes en la actualidad a 340000 libras) del mayor Colin Cooper. Todavía es usado regularmente en verano en el siglo xxi.
Hyde Park ha sido un importante lugar de celebración de varios jubileos y celebraciones reales. Para el jubileo de oro de la reina Victoria, en 1887, se organizó una fiesta el 22 de junio en la que se dio una comida gratis a unos veintiséis mil niños. La reina y el príncipe de Gales hicieron una aparición inesperada en el evento. Victoria siguió apegada a Hyde Park en los últimos años de su vida y a menudo se desplazaba allí dos veces al día. Como parte del jubileo de plata de la reina Isabel II, en 1977, se creó una «exposición del jubileo» en Hyde Park, que la reina y el príncipe Felipe visitaron el 30 de junio. En 2012 tuvo lugar en el parque un importante festival como parte de las celebraciones por el jubileo de diamante de la reina. El 6 de febrero, la King's Troop, Royal Horse Artillery disparó un saludo real de cuarenta y un armas en Hyde Park Corner.

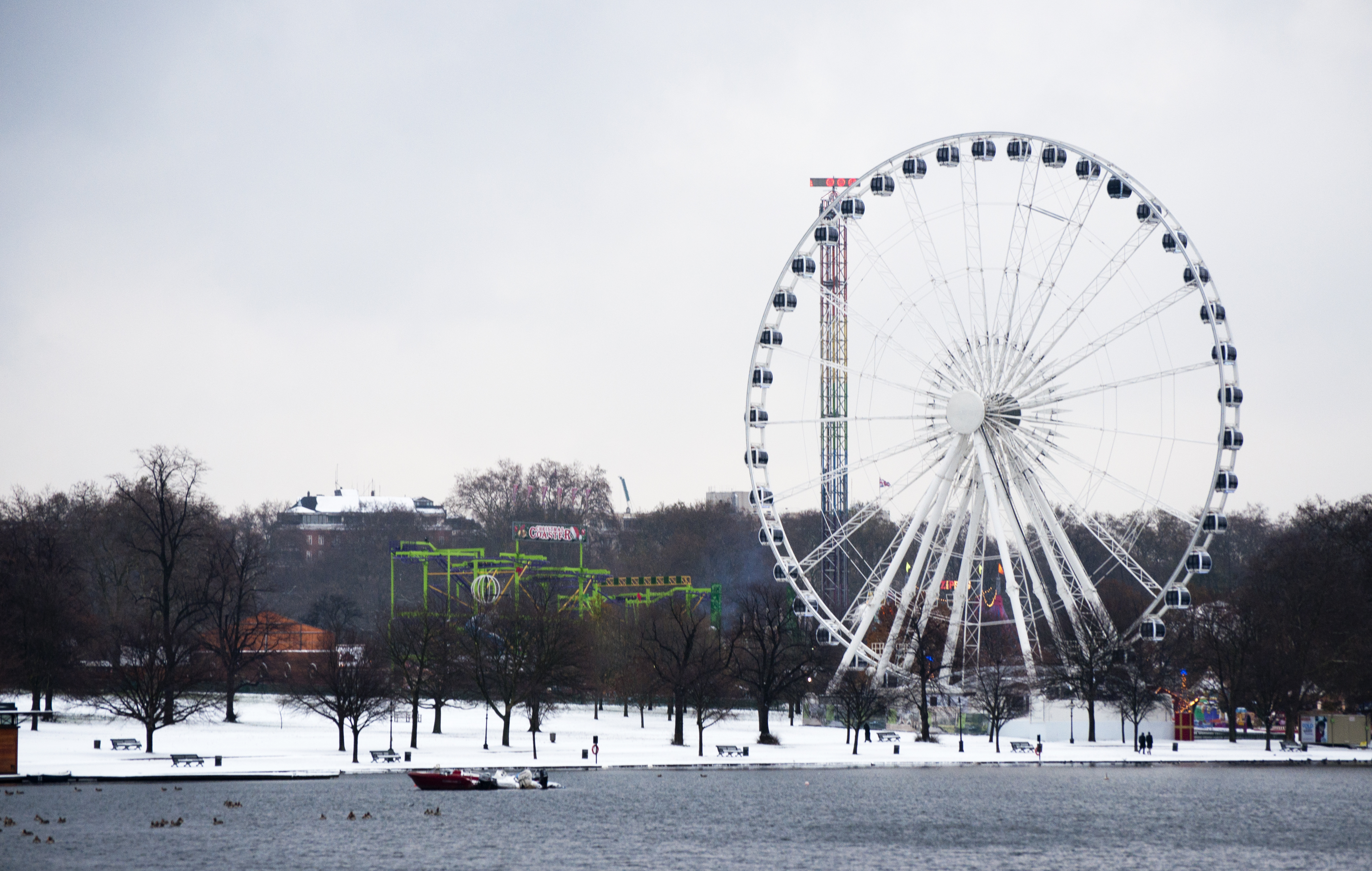
El festival Winter Wonderland ha sido un evento navideño popular celebrado en Hyde Park desde 2007.

El 20 de julio de 1982, en los atentados de Hyde Park y Regents Park, dos artefactos vinculados al IRA Provisional provocaron la muerte de ocho miembros de la Household Cavalry y las Royal Green Jackets y siete caballos. Se construyó un memorial a la izquierda de la puerta Alberto en recuerdo de los soldados y caballos que fallecieron en la explosión.
Desde 2007, Hyde Park ha albergado el evento anual Winter Wonderland, que incluye numerosos mercados navideños junto con varias atracciones, bares y restaurantes. Se ha convertido en uno de los mayores eventos navideños de Europa, que a fecha de 2016 había atraído a más de catorce millones de visitantes, y se ha expandido para incluir la mayor pista de hielo de Londres, espectáculos en directo y circos.
El 18 de septiembre de 2010, Hyde Park fue el escenario de una vigilia de oración con el papa Benedicto XVI como parte de su visita al Reino Unido, a la que asistieron unas ochenta mil personas. Una gran multitud se agolpó a lo largo del Mall para ver la llegada del papa. Un intento de asesinato del papa fue frustrado después de que fueran vistas cinco personas vestidas como barrenderos en los alrededores de Hyde Park, y arrestados junto con un sexto sospechoso. Posteriormente fueron liberados sin cargos ya que la policía dijo que no suponían una amenaza creíble.

## Gran entrada

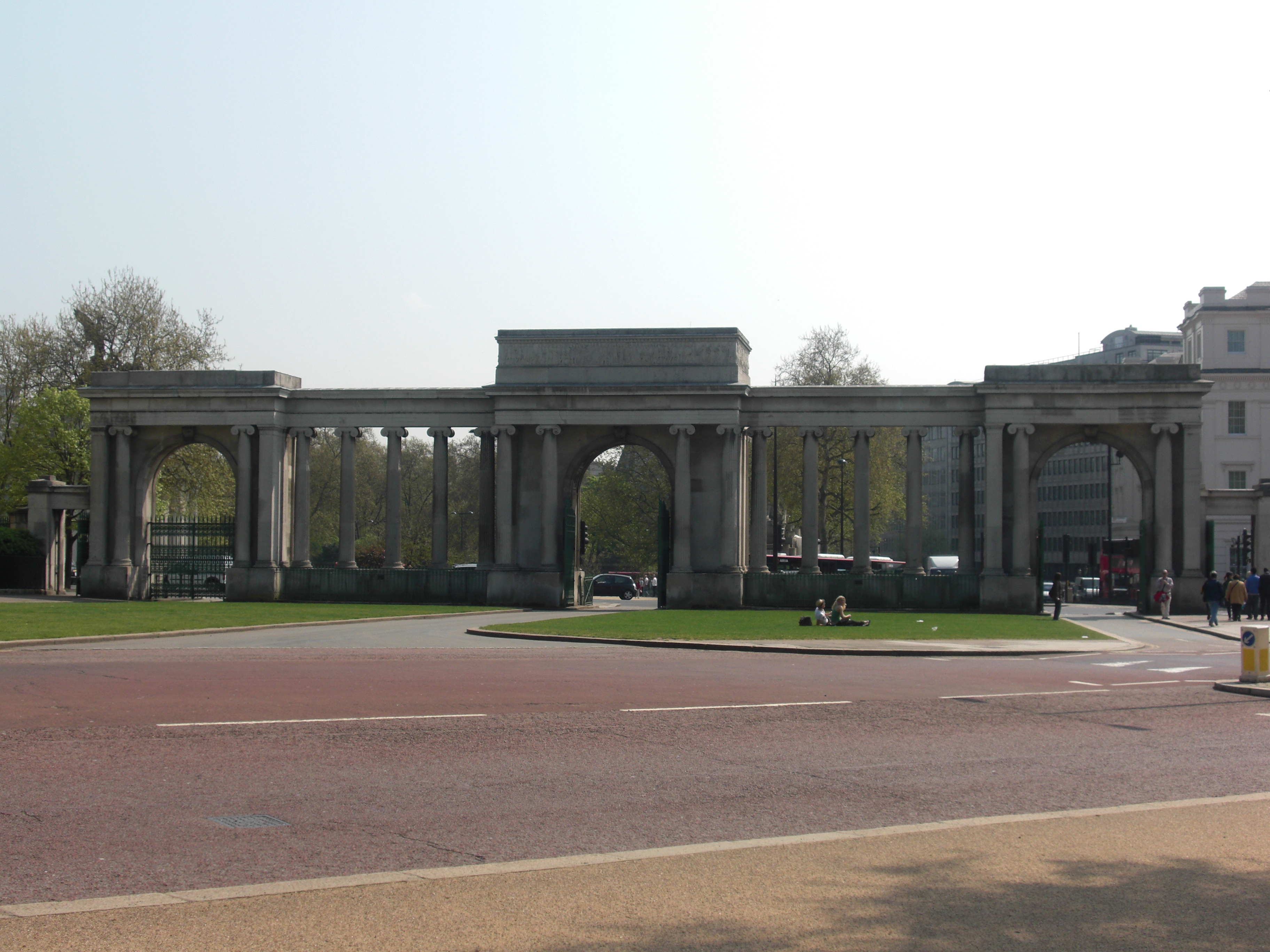
La «gran entrada» de Hyde Park de Decimus Burton.

A finales del siglo xviii, se elaboraron planes para sustituir la antigua casa de peaje de Hyde Park Corner con una entrada más grandiosa, tras la gentrificación de los alrededores. El primer diseño fue propuesto por Robert Adam en 1778 y consistía en un grandioso arco, seguido por la propuesta de 1796 de John Soane de construir un nuevo palacio en Green Park.
Tras la construcción del Palacio de Buckingham, estos planes fueron revisados. La grandiosa entrada al parque en Hyde Park Corner fue diseñada por Decimus Burton, y se construyó en la década de 1820. Burton trazó los caminos y calzadas y diseñó una serie de casas del guarda, la puerta de Hyde Park Corner (también conocida como la «gran entrada» o la puerta Apsley) en 1825 y el Arco de Wellington, que fue inaugurado en 1828. La gran entrada y el arco formaban originalmente una única composición, diseñada para proporcionar una transición monumental entre Hyde Park y Green Park, pero el arco fue trasladado en 1883, al mismo tiempo que la estatua del duque de Wellington que albergaba en su cima fue trasladada a Aldershot.
Una descripción de 1827 señala:

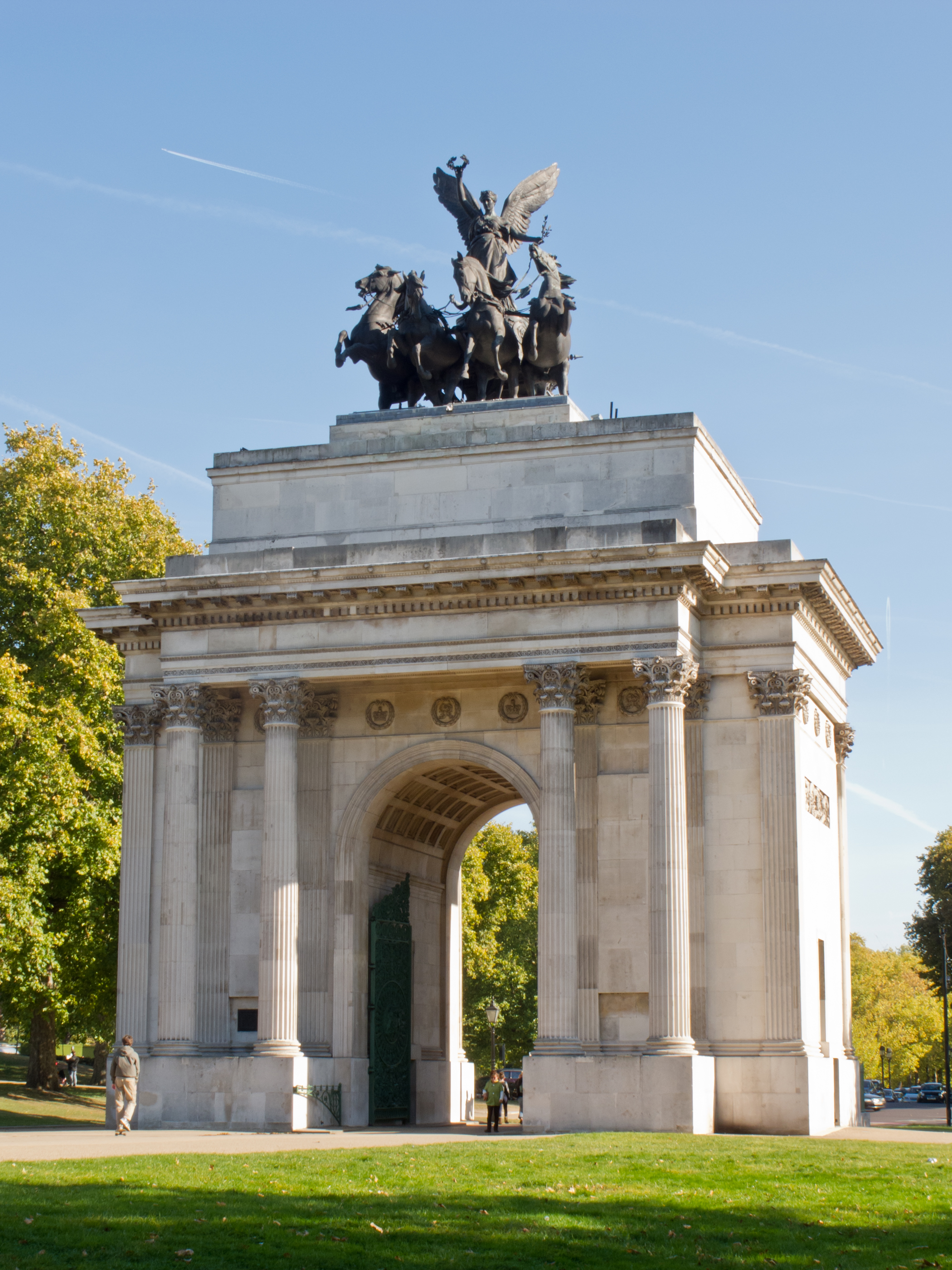
El Arco de Wellington de Decimus Burton en Hyde Park Corner.

Consiste en una pantalla de bellas columnas jónicas estriadas, con tres arcos para el paso de carruajes, dos entradas peatonales y una casa del guarda. La longitud de toda la fachada es de unos 33 m. La entrada central tiene un audaz voladizo: el entablamento está sostenido por cuatro columnas, y las volutas de los capiteles de las dos columnas exteriores a cada lado de la puerta están formadas en una dirección angular, como para exhibir dos caras completas al espectador. Las dos puertas laterales, en sus alzados, presentan dos columnas jónicas aisladas, flanqueadas por antas. Todas estas entradas están terminadas con un bloque, y los lados de la entrada central están decorados con un bonito friso, que representa una procesión triunfal naval y militar. Este friso fue diseñado por Mr. Henning Jr., el hijo de John Henning, conocido por sus modelos de los mármoles de Elgin. Las puertas fueron fabricadas por Joseph Bramah; son de hierro, bronceadas, y están fijadas a los pilares mediante anillos de bronce de cañón. El diseño consta de una hermosa disposición de palmetas, ornamento griego con forma de hoja de palmera; las partes están bien definidas, y los bordes de las hojas están realizados de una manera extraordinaria.
El Arco de Wellington fue restaurado concienzudamente por English Heritage entre 1999 y 2001. Actualmente está abierto al público, que puede disfrutar de las vistas de los parques desde su mirador.

## Descripción

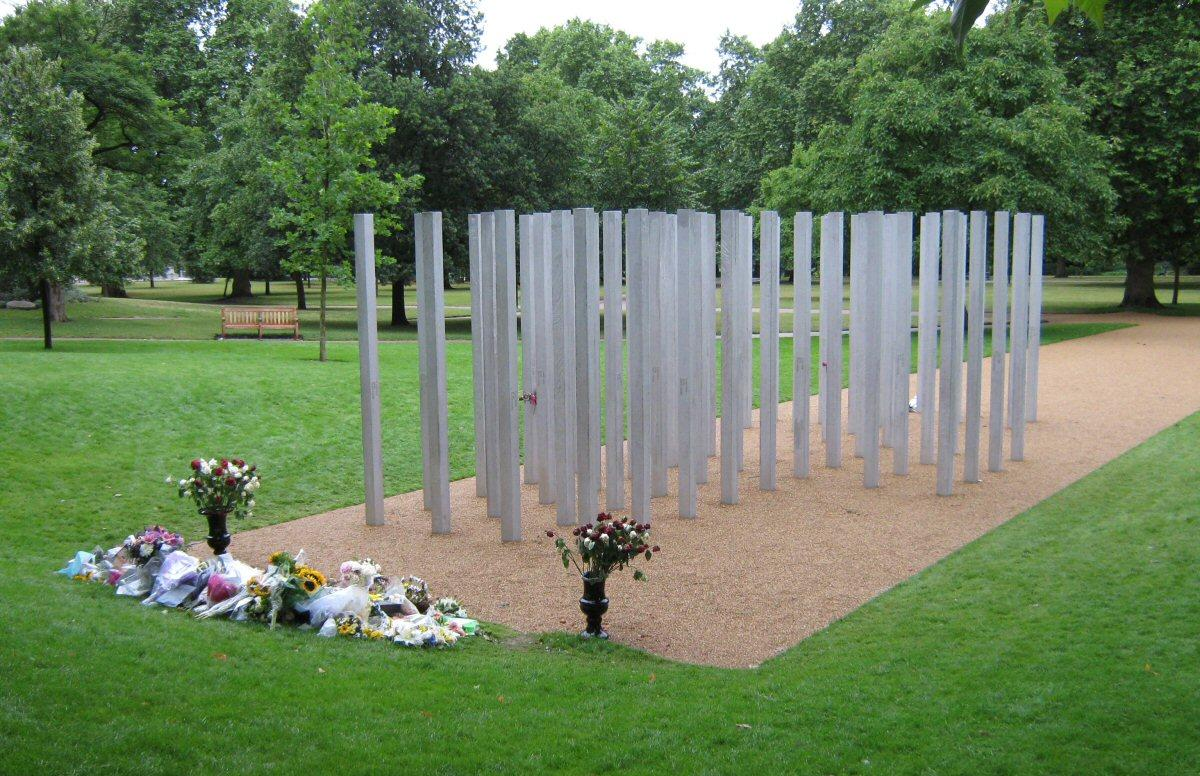
El 7 July Memorial a las víctimas de los atentados del 7 de julio de 2005 en Londres.

Entre las zonas populares de Hyde Park se encuentra Speakers' Corner (situado en la esquina noreste, cerca de Marble Arch y de la antigua ubicación de las horcas de Tyburn), y Rotten Row, que es el límite norte de la antigua ubicación del Palacio de Cristal.

### Botánica
Se plantaron por primera vez flores en Hyde Park en 1860, por William Andrews Nesfield. El año siguiente se construyó un jardín acuático italiano junto a la puerta Victoria, que incluía fuentes y una cabaña. La alcoba de la reina Ana fue diseñada por Sir Christopher Wren y se trasladó al parque desde su ubicación original en los Jardines de Kensington.
A finales del siglo xx, más de nueve mil olmos de Hyde Park murieron a causa de la grafiosis; entre ellos se encontraban muchos árboles situados a lo largo de las grandes avenidas plantados por la reina Carolina, que fueron sustituidos con limas y arces. Actualmente el parque tiene 2 ha de invernaderos, que albergan plantas decorativas para los parques reales. Hay disponible un proyecto para adoptar árboles del parque, que ayuda a financiar su mantenimiento. Una curiosidad botánica del parque es el haya llorona conocido como el «árbol al revés». En 1994 se añadió un rosaleda, diseñada por los arquitectos paisajistas Colvin & Moggridge.

### Estatuas y esculturas

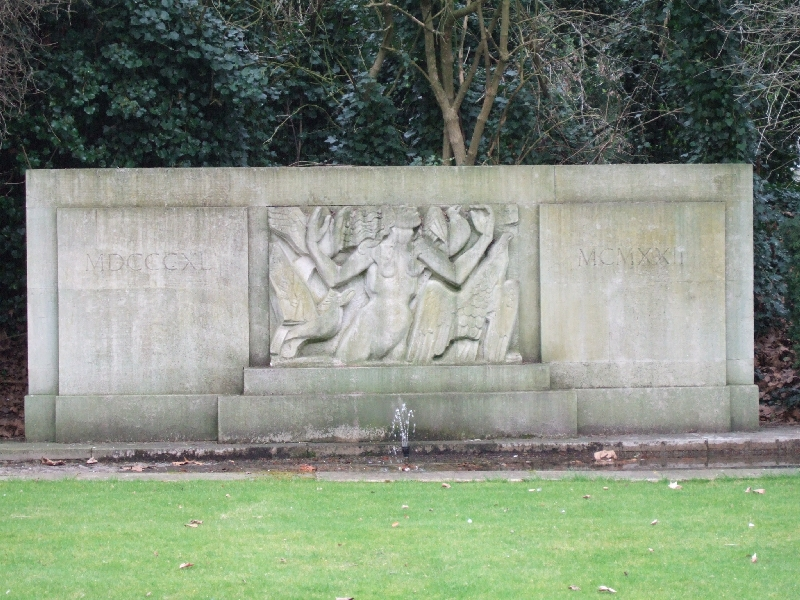
La escultura Rima de Jacob Epstein en Hyde Park.

Hay varias estatuas y memoriales en Hyde Park. El Cavalry Memorial fue construido en 1924 junto a la puerta Stanhope, y fue trasladado a la Serpentine Road cuando en 1961 se ensanchó Park Lane para el tráfico. Al sur del lago Serpentine está la fuente memorial de Diana de Gales, una fuente de piedra con forma de anillo ovalado inaugurada el 6 de julio de 2004. Al este del Serpentine, justo después de la presa, está el Memorial del Holocausto de Londres. El 7 July Memorial conmemora a las víctimas de los atentados del 7 de julio de 2005 en Londres.
La Standing Stone es un monolito de ocho toneladas de peso situado en el centro de The Dell, en la zona este de Hyde Park. Hecho de piedra de Cornualles, originalmente formaba parte de una fuente de agua potable, aunque surgió una leyenda urbana que afirmaba que fue llevado al parque desde Stonehenge por Carlos I.
Por todo el parque están diseminadas un conjunto de esculturas inusuales, incluidas Still Water, una enorme cabeza de caballo lamiendo agua; Jelly Baby Family, una familia de Jelly Babies gigantes colocados sobre un gran cubo negro; y Vroom Vroom, que parece una mano humana gigante empujando un coche de juguete por el terreno. El escultor Jacob Epstein también realizó varias obras en Hyde Park. Su memorial al escritor William Henry Hudson, que cuenta con una escultura de su personaje Rima, causó escándalo público cuando fue desvelada en 1925. Desde 1863 ha habido una fuente en la puerta Grosvenor, diseñada por Alexander Munro. Hay otra fuente al otro lado de Mount Street, en el lado este del parque.

## Debates

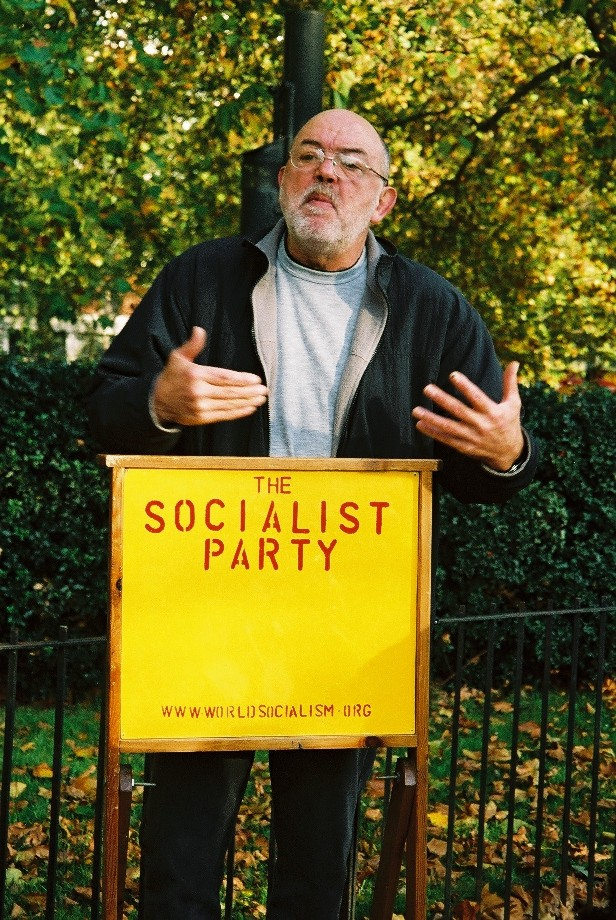
Un miembro del Partido Socialista de Gran Bretaña protestando contra el capitalismo en 2004.

El Speakers' Corner de Hyde Park, una zona donde se permite hablar en público, ha adquirido una reputación internacional por sus discursos, manifestaciones y protestas debido a su tolerancia de la libertad de expresión. En 1855 se organizó una protesta en el parque contra el intento de Robert Grosvenor de prohibir la apertura de comercios los domingos, que incluía restricciones sobre los horarios de apertura de los pubs. Karl Marx observó a unos doscientos mil manifestantes en la protesta, en la que también se dirigieron burlas e improperios hacia los carruajes de la clase alta. Una semana más tarde se produjeron más protestas, pero esta vez la policía atacó a la multitud.
En 1867 la vigilancia del parque fue encomendada a la Policía Metropolitana de Londres, lo que hizo que pasara a ser el único parque real gestionado de esta manera, debido al potencial de problemas en Speakers' Corner. Hay una comisaría de la Policía Metropolitana («AH») en el centro del parque. El Parks Regulation Act de 1872 creó el cargo de «guarda del parque» y dispuso que «todo agente de policía que pertenezca a la fuerza policial del distrito en el que se encuentre algún parque, jardín o propiedad al que sea de aplicación este acto tendrá los poderes, privilegios e inmunidades de un guarda del parque dentro de ese parque, jardín o propiedad».

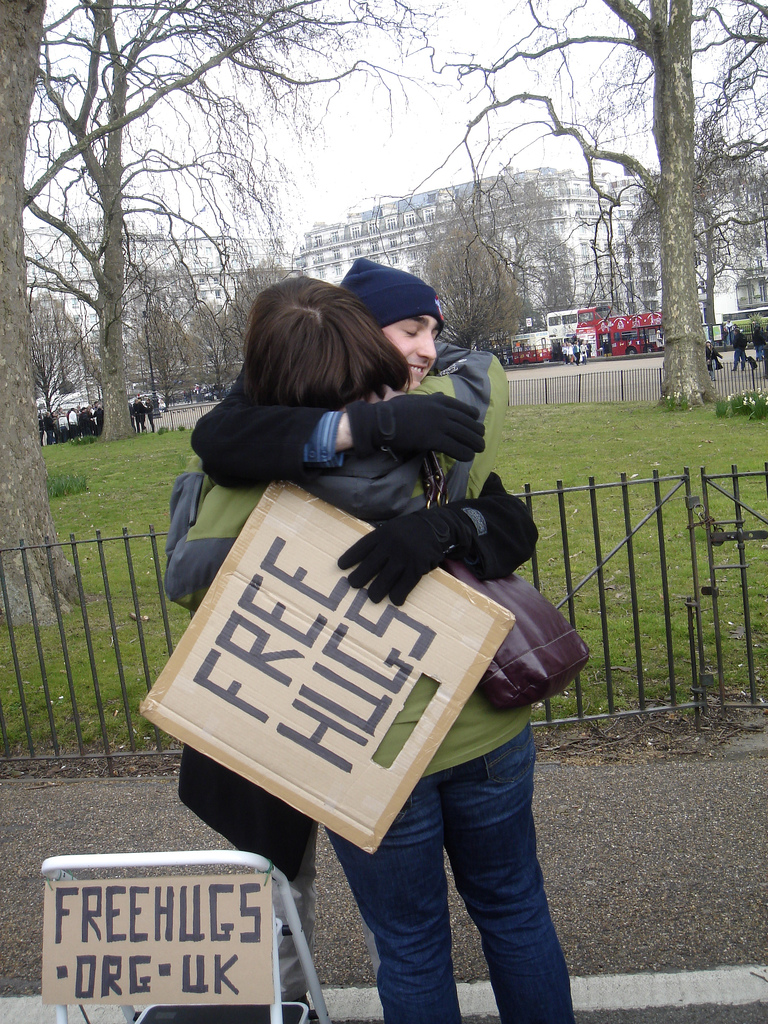
La campaña Abrazos Gratis se ha realizado varias veces en Speakers' Corner.

La popularidad de Speakers' Corner aumentó a finales del siglo xix. Los ciudadanos llevaban pancartas, escaleras de mano y cajas de jabón para destacarse de los demás, a la vez que eran habituales las interrupciones o réplicas a los oradores. Donald Soper fue un visitante habitual durante todo el siglo xx, hasta justo antes de su muerte en 1998. El ascenso de internet, y en particular el de los blogs, ha reducido la importancia de Speakers' Corner como plataforma política, y es considerada cada vez más como una mera atracción turística.
Además de Speakers' Corner, se han producido varias importantes manifestaciones masivas en Hyde Park. El 26 de julio de 1886, la Reform League organizó una marcha desde su sede hacia el parque a favor de un mayor sufragio y representación política. Aunque la policía había cerrado el parque, la multitud consiguió romper las verjas perimetrales y acceder a su interior, lo que hizo que el evento fuera apodado «el asunto de las verjas de Hyde Park». Después de que las protestas se volvieran violentas, fueron enviados tres escuadrones de los Horse Guards y numerosos guardias a pie desde Marble Arch para controlar la situación. El 21 de junio de 1908, como parte del «Domingo de las Mujeres», unas 750 000 personas marcharon desde el Thames Embankment hasta Hyde Park protestando a favor del sufragio femenino. Casi un siglo después, el 28 de septiembre de 2002, en el parque tuvo lugar la primera protesta contra la invasión de Irak de 2003, con entre 150 000 y 350 000 asistentes, que dio lugar a una serie de manifestaciones contra la guerra de Irak por todo el mundo, que culminaron en las protestas antiguerra del 15 de febrero de 2003. Al evento de Hyde Park asistieron más de un millón de manifestantes.

## Conciertos
El escenario de Hyde Park fue construido originalmente en los Jardines de Kensington en 1869, y se trasladó a su ubicación actual en 1886. Se convirtió en un lugar popular para realizar conciertos en la década de 1890, albergando hasta tres cada semana. Las bandas militares y musicales continuaron actuando en el siglo xx.

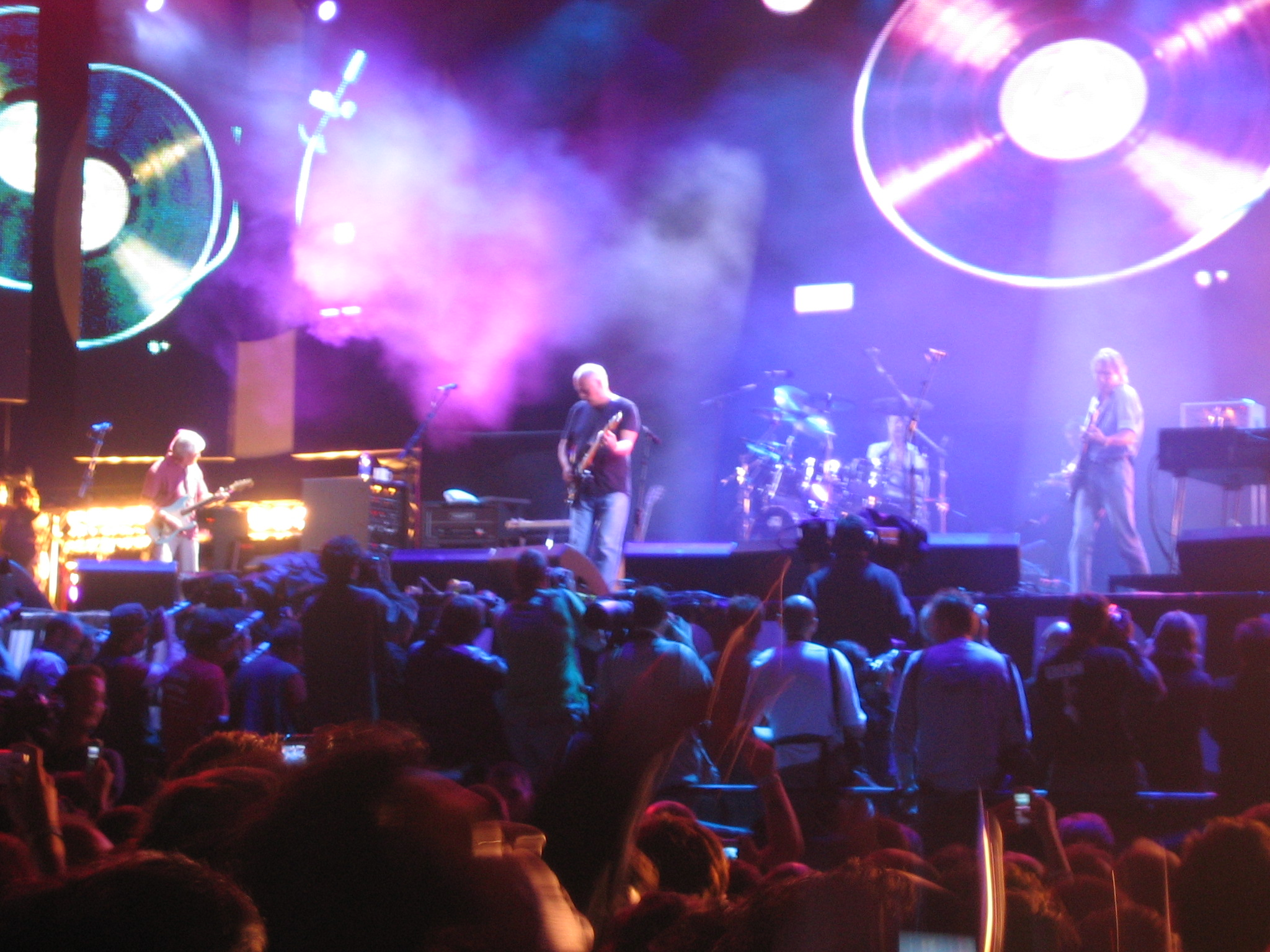
Pink Floyd actuando en Live 8 en Hyde Park el 2 de julio de 2005, el último de los varios conciertos que dio la banda en el parque a lo largo de su carrera.

La empresa de gestión musical Blackhill Enterprises celebró el primer concierto de rock en Hyde Park el 29 de junio de 1968, al que asistieron quince mil personas. En el cartel estaban Pink Floyd, Roy Harper y Jethro Tull, mientras que John Peel dijo posteriormente que fue «el mejor concierto en el que he estado». Desde entonces, Hyde Park ha albergado algunos de los conciertos más significativos de la historia del rock. El supergrupo Blind Faith (con Eric Clapton y Steve Winwood) dio su primer concierto en Hyde Park el 7 de junio de 1969. The Rolling Stones encabezaron un concierto, parte del festival The Stones in the Park, el 5 de julio de ese año, dos días después de la muerte de su miembro fundador Brian Jones, que actualmente es recordado como uno de los conciertos más relevantes de la década de 1960. Pink Floyd volvió a Hyde Park el 18 de julio de 1970, tocando material de su nuevo álbum Atom Heart Mother. Todos los conciertos celebrados entre 1968 y 1971 fueron gratuitos, lo que contrasta profundamente con los posteriores eventos comerciales.
Queen dio un concierto gratuito organizado por Richard Branson para su Gira de Verano en el parque el 18 de septiembre de 1976, a mitad de la grabación del álbum A Day at the Races. La banda atrajo a una audiencia de entre 150 000 y 200 000 personas, que sigue siendo la mayor cantidad de personas en un concierto en Hyde Park. Al grupo no se le permitió tocar un bis, y la policía amenazó con arrestar al líder Freddie Mercury si intentaba hacerlo.
El 2 de julio de 2005 se realizó en Hyde Park el concierto británico Live 8, que fue organizado por Bob Geldof y Midge Ure para concienciar sobre el aumento de la deuda y la pobreza en el tercer mundo. Entre los artistas que actuaron se encontraban U2, Coldplay, Elton John, R.E.M., Madonna, The Who y Paul McCartney, y el conjunto más esperado fue la vuelta de la formación clásica de Pink Floyd de la década de 1970 (incluidos David Gilmour y Roger Waters) por primera vez desde 1981. Este concierto fue la última actuación en directo de Pink Floyd.
En la ceremonia de apertura de los Juegos Olímpicos de Londres 2012 dieron un concierto en el parque artistas de cada una de las cuatro naciones del Reino Unido. Los cabezas de cartel eran Duran Duran, representando a Inglaterra, Stereophonics a Gales, Paolo Nutini a Escocia y Snow Patrol a Irlanda del Norte. Desde 2011, cada septiembre se ha celebrado el festival Radio 2 Live in Hyde Park.
Los residentes locales han criticado el uso de Hyde Park para celebrar conciertos, debido a los altos niveles de sonido, y han hecho campaña a favor de un nivel de sonido máximo de 73 decibelios. En julio de 2012, Bruce Springsteen y Paul McCartney encontraron sus micrófonos apagados después de que Springsteen hubiera tocado durante tres horas en el festival Hard Rock Calling y sobrepasara el inicio del horario sin ruido, las 10:30 p. m..

## Deporte
Hyde Park contiene varias instalaciones deportivas, incluidos varios campos de fútbol y un centro de tenis. Hay numerosos carriles bici y es popular montar a caballo.
En 1998 el artista británico Marion Coutts recreó Hyde Park, junto con Battersea Park y Regent's Park, como un conjunto de mesas asimétricas de ping-pong para su instalación interactiva Fresh Air.
En los Juegos Olímpicos de Londres 2012 el parque albergó el triatlón, en el que los hermanos Alistair y Jonathan Brownlee consiguieron las medallas de oro y de bronce, respectivamente, para el equipo olímpico británico; y los eventos de natación en aguas abiertas de 10 km masculino y femenino. El parque también albergó la gran final del Campeonato Mundial de Triatlón de 2013.

## Transporte

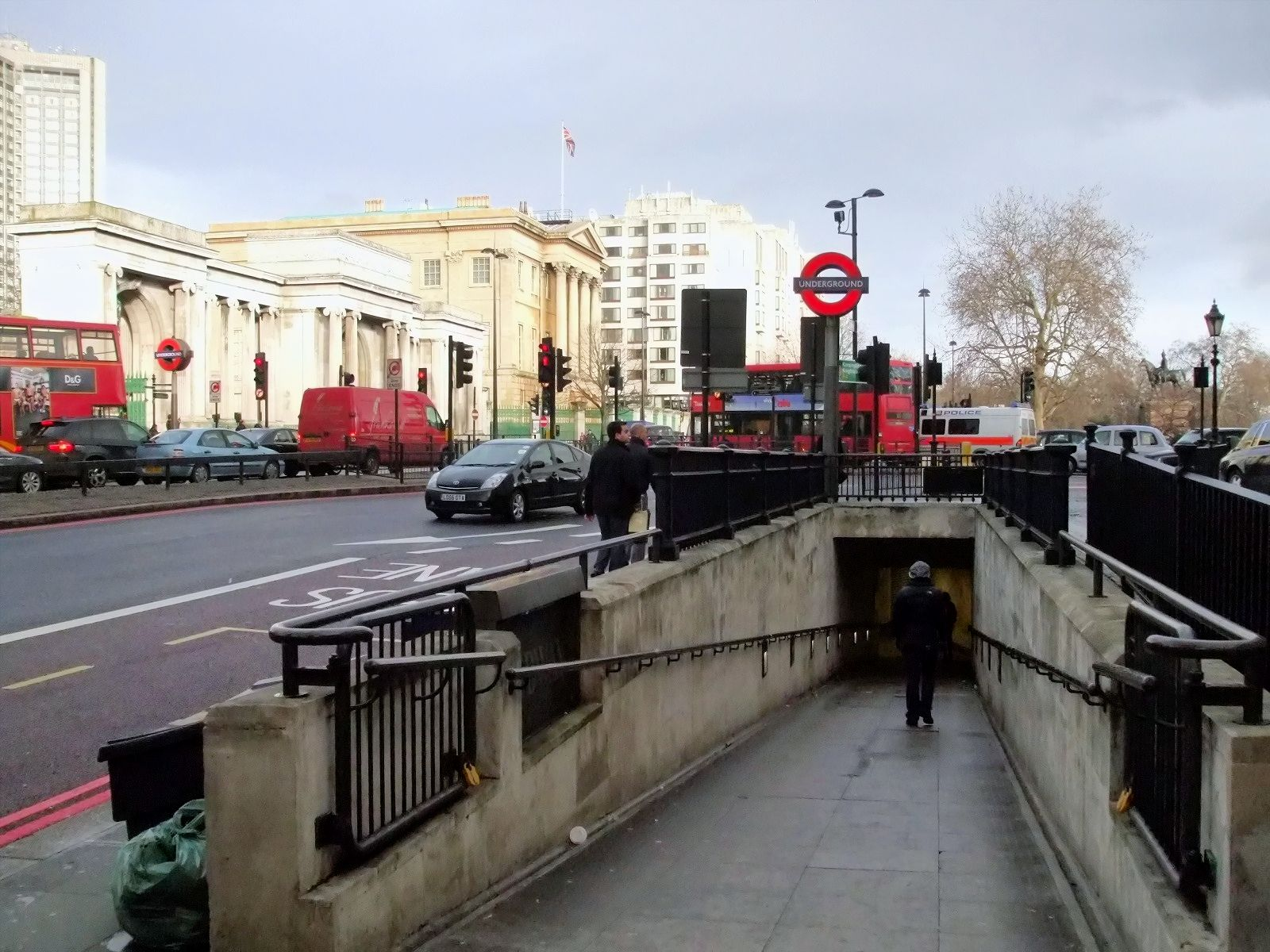
La entrada a la estación de Hyde Park Corner del Metro de Londres, con la «gran entrada» a la izquierda.

Hay cinco estaciones del Metro de Londres situadas en los alrededores de Hyde Park y los Jardines de Kensington. En el sentido de las agujas del reloj, empezando desde el sureste, son:
- Hyde Park Corner (Piccadilly Line)
- Knightsbridge (Piccadilly Line)
- Queensway (Central Line)
- Lancaster Gate (Central Line)
- Marble Arch (Central Line)

La estación de Bayswater, en las líneas Circle y District, está cerca de la estación de Queensway y de la esquina noroeste del parque. La estación de High Street Kensington, en las líneas Circle y District, está muy cerca del Palacio de Kensington, en la esquina suroeste de los Jardines de Kensington. La estación de Paddington, servida por las líneas Bakerloo, Circle, District y Hammersmith & City, está cerca de la estación de Lancaster Gate y a poca distancia de Hyde Park.
Varias calles importantes rodean el perímetro de Hyde Park. Park Lane forma parte del London Inner Ring Road y del límite de la zona de la tarifa de congestión de Londres. La A4, una importante vía que atraviesa el oeste de Londres, discurre a lo largo del límite sureste del parque, mientras que la A5, una importante carretera que conduce hacia Milton Keynes y los Midlands, discurre hacia el noroeste desde Marble Arch.
Liberty Drives proporciona gratuitamente transporte dentro del parque para las personas discapacitadas y con movilidad reducida.
La Cycle Superhighway 3 (CS3) empieza en Lancaster Gate, en el límite norte de Hyde Park. Es uno de los varios carriles bici coordinados por Transport for London que cruzan el parque. La CS3 también cruza Hyde Park Corner en su ruta hacia Westminster y la City de Londres. La ruta abrió en septiembre de 2018 y está señalizada, y los ciclistas están separados del resto del tráfico rodado en anchos carriles.